# Fatih Akın

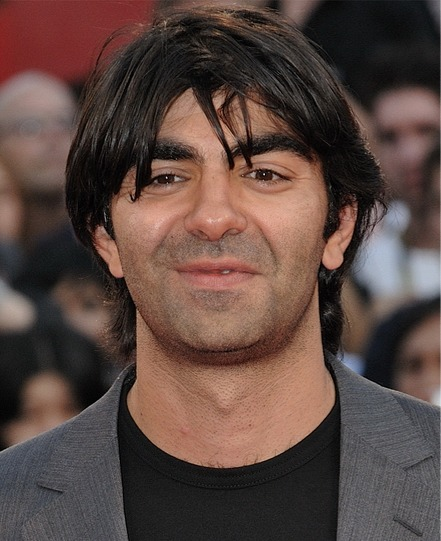
Fatih Akin la Festivalul de film din Veneția 2009

Fatih Akin (în turcă: Fatih Akın, [ˈfati] [aˈkɯn], n. 25 august 1973, Hamburg) este un regizor de film, scenarist, actor și producător german. 
Pentru cel de-al patrulea film Cu capul înainte, cu Birol Ünel și Sibel Kekilli în rolurile principale, Akin a primit premiul „Ursul de Aur” din 2004, Deutscher Filmpreis și Premiile Academiei Europene de Film. În 2018, filmul său Aus dem Nichts a primit Globul de Aur.

## Filmografie
Filme de scurt metraj
- 1994: Das Ende (regie)

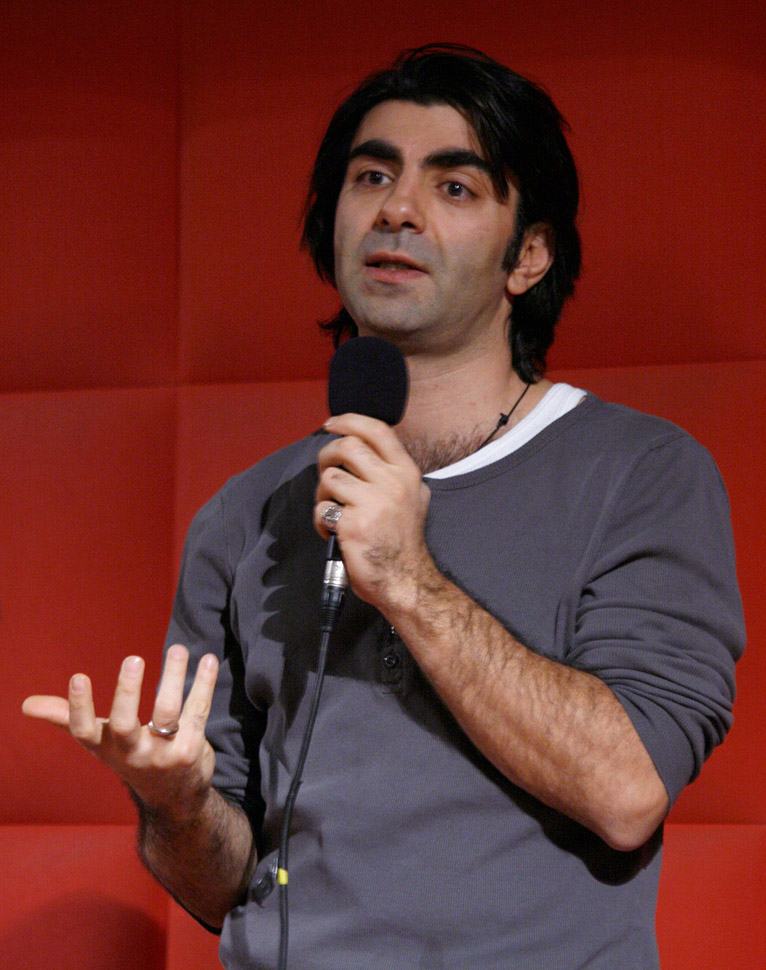
Akin prezintă Soul Kitchen în Viena (2009)

- 1995: Sensin – Du bist es! (regie și scenariu)
- 1996: Getürkt (regie, scenariu și rol)
- 2001: Die Liebenden vom Hotel von Osman (rol)
- 2004: Die alten bösen Lieder (regie, scenariu și producția)
- 2009: Der Name Murat Kurnaz (regie și scenariu)
- 2009: Chinatown (New York, I Love You, regie și scenariu)

Filme de lung metraj
- 1998: Kurz und schmerzlos (regie și scenariu)
- 1999: Black Souls (Kismet) (rol principal)
- 2000: Im Juli(regie și scenariu)
- 2002: Solino (regie)
- 2004: Gegen die Wand (regie și scenariu, producție)
- 2005: Diebstahl alla turca (rol)
- 2005: Kebab Connection (scenariu)
- 2006: Takva – Gottesfurcht (Takva) (producție)
- 2007: Auf der anderen Seite (regie, scenariu și producție)
- 2008: Chiko (producție)
- 2009: Soul Kitchen (scenariu, regie și producție)[13]
- 2009: Min dît (producție)
- 2011: Blutzbrüdaz (producție)
- 2014: The Cut (scenariu, regie și producție)
- 2016: Tschick (regie)
- 2017: Aus dem Nichts (scenariu, regie și producție)
- 2019: Der Goldene Handschuh (regie, scenariu și producție)

Documentar
- 2001: Wir haben vergessen zurückzukehren (regie și scenariu)
- 2005: Crossing The Bridge – The Sound of Istanbul (regie, scenariu și producție)
- 2012: Müll im Garten Eden (regie și scenariu)

Videoclipuri muzicale
- 2002: Digger Dance: Digger Is a Dancer
- 2010: Aynur Doğan: Rewend

## Premii

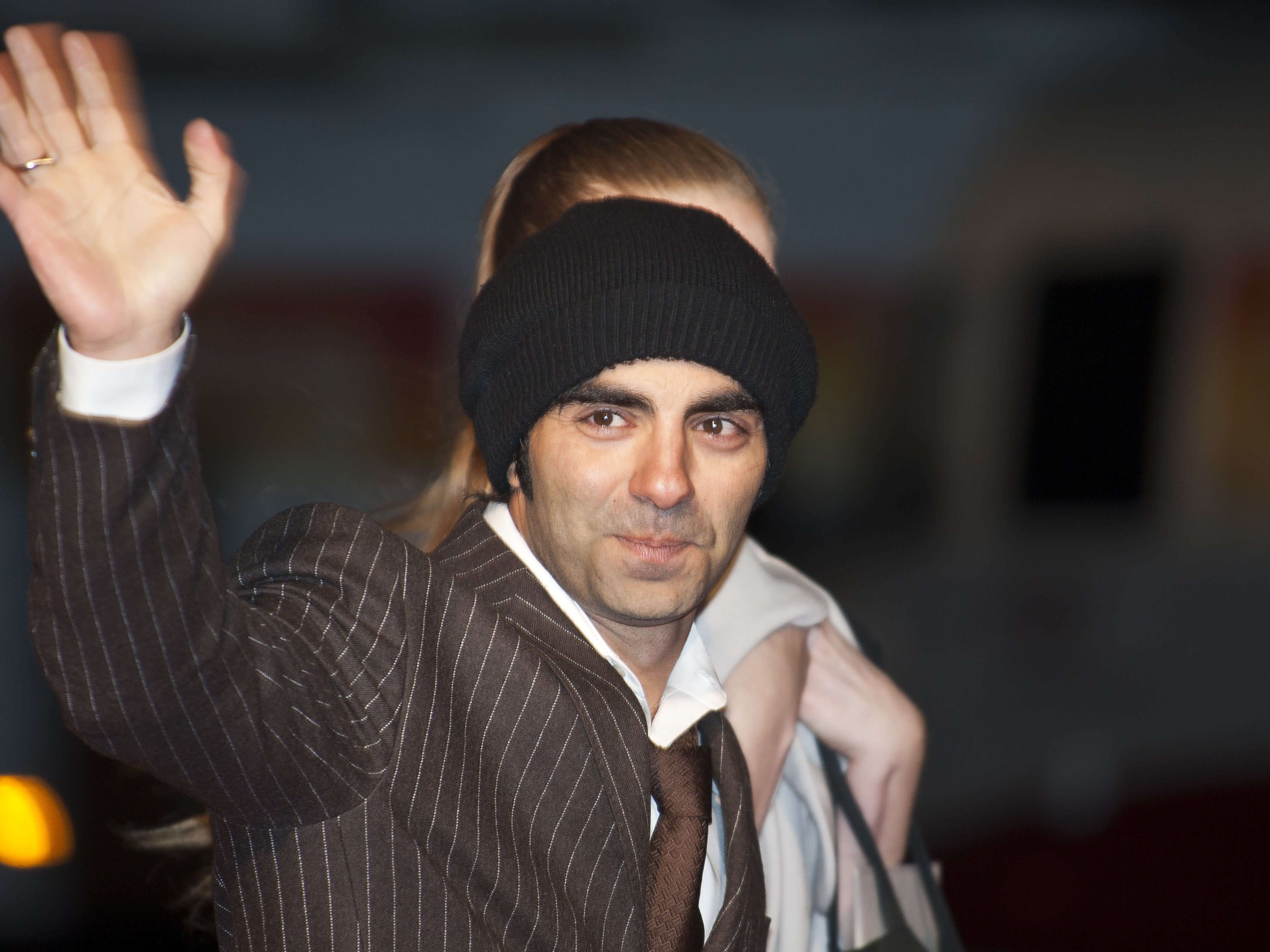
Akin la Berlinale 2011

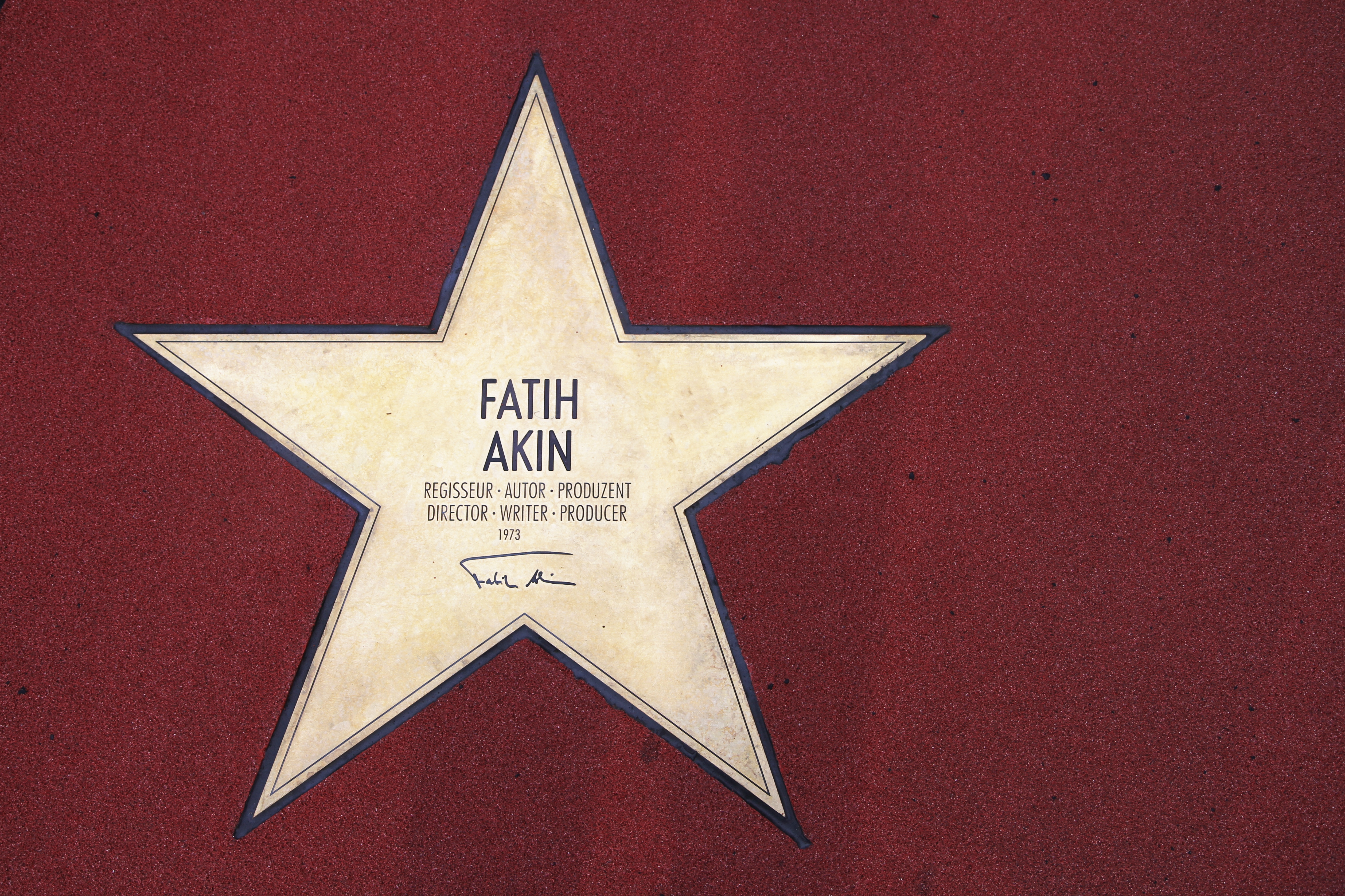
Steaua lui Akin pe Boulevard der Stars (2011)

- 1998: Premiul Bavarez de Film, Leopardul de bronz la Festivalul Internațional de Film de la Locarno și alte premii pentru Kurz und schmerzlos
- 1999: William-Dieterle-Filmpreis (premiul special) pentru Kurz und schmerzlos
- 2001: Adolf-Grimme-Preis pentru Kurz und schmerzlos (împreună cu Adam Bousdoukos, Aleksandar Jovanovic și Mehmet Kurtuluș)
- 2001: Jupiter – cel mai bun regizor național pentru Im Juli
- 2002: DEFA-Stiftung
- 2004: Ursul de Aur la Berlinale 2004, Deutscher Filmpreis și Premiile Academiei Europene de Film 2004 pentru Gegen die Wand
- 2007: Prix du Jury oecuménique la Festivalul Internațional de Film de la Cannes pentru Auf der anderen Seite
- 2007: Premiul pentru cea mai bună regie la Festivalul Internațional de Film de la Cannes pentru Auf der anderen Seite
- 2007: Premiile Academiei Europene de Film 2007 pentru cea mai bună regie pentru Auf der anderen Seite
- 2007: Premiul de Film LUX al Parlamentului European pentru filmul său Auf der anderen Seite
- 2007: Premiul Bavarez de Film 2007 pentru cel mai bun regizor pentru Auf der anderen Seite
- 2008: Médaille Charlemagne pour les Médias Européens
- 2008: Deutscher Filmpreis 2008 în categoria Beste Regie (cea mai bună regie) și Bestes Drehbuch (cel mai bun scenariu) pentru Auf der anderen Seite
- 2009: Premiul special al juriului der Festivalul de film din Veneția 2009 pentru Soul Kitchen
- 2010: Verdienstkreuz am Bande[14]
- 2010: Premiul German de Film în categoria cel mai bun film de lung metraj pentru Soul Kitchen
- 2011: Premiul de onoare al celui de-al 16-lea Festival de film Turcia / Germania[15]
- 2011: Star pe Boulevard des stars (bulevardul de stele) din Berlin
- 2012: Peter-Weiss-Preis[16]
- 2014: Douglas-Sirk-Preis
- 2016: Premiul de integrare a insulei Norderney ca parte a Festivalului Internațional de Film Emden-Norderney (Internationales Filmfest Emden-Norderney)[17]
- 2018: Cel mai bun film străin Aus dem Nichts din afara lumii, la Premiile Globului de Aur din 2018 și Critics' Choice Movie Awards 2018
- 2018: Premiul Bavarez de Film 2017 pentru cea mai bună regie în Aus dem Nichts[18]

## Legături externe
- Fatih Akın la Internet Movie Database
- de  [ Fatih Akın] pe [filmportal.de]
- de Fatih Akın în Catalogul Bibliotecii Naționale a Germaniei (Informații despre Fatih Akın • PICA • Căutare pe site-ul Apper)
- Die urbanen Heimatfilme des Fatih Akin – Filmzyklus in Zürich
- Deutschlandfunk (DLF) Kulturfragen vom 28. September 2014: Fatih Akins "The Cut". Die Diskussion über den Völkermord emanzipieren, Fatih Akin im Gespräch mit Christoph Schmitz
- Interpretationen und Werkverzeichnis im Autor*innenlexikon Universität Duisburg-Essen/Fakultät für Geisteswissenschaften - Germanistik bei Autorenlexikon.de